# Rettor maggiore della Congregazione salesiana
Il rettor maggiore è il successore di don Giovanni Bosco e superiore della Congregazione salesiana, che anima e amministra in comunione con il Consiglio generale.
Il rettor maggiore e i membri del Consiglio generale risiedono presso la Sede Centrale di via Marsala a Roma.

## Elezione
È eletto dal Capitolo generale e il suo mandato ha la durata di sei anni e può essere rinnovato solo per un ulteriore sessennio.
I requisiti perché un membro della Congregazione possa essere eletto rettor maggiore sono:
- essere sacerdote
- essere professo perpetuo da almeno 10 anni
- distinguersi per devozione alla Chiesa e alla Congregazione

I capitolari sono chiamati ad eleggere il rettor maggiore e il Consiglio generale. Poiché, come scritto anche nelle Costituzioni salesiane, questa elezione impegna la responsabilità di ognuno davanti alla Congregazione, i giorni delle elezioni sono preceduti e accompagnati da un processo di discernimento scandito per tappe.
Ogni elezione avviene per scrutinio e risulta eletto chi ottiene i voti della maggioranza assoluta dei presenti. Nel caso in cui i primi tre scrutini non dovessero avere esito positivo, si procede ad un quarto scrutinio di ballottaggio tra i due soci che nel terzo scrutinio hanno ottenuto il maggior numero di voti. In caso di parità prevale sempre il più anziano di professione. In caso di ulteriore parità prevale il più anziano di età.

## Fine del mandato
Il mandato si conclude al termine del sessennio. Il rettor maggiore non può dimettersi senza il consenso della Sede apostolica.
In caso di morte o di cessazione anticipata dall'incarico, assume il governo ad interim il vicario del rettor maggiore il quale ha il compito di convocare il Capitolo generale entro nove mesi dalla cessazione dall'ufficio del rettor maggiore.
Il rettore maggiore può essere rieletto una sola volta (un terzo mandato è ammesso solo su dispensa papale come avvenuto per don Egidio Viganò)

## Evoluzione
La scelta e la durata del mandato dei successori di don Bosco non sono sempre state quelle di oggi:
- Michele Rua venne nominato dallo stesso don Bosco come suo successore; non vi fu dunque alcuna elezione
- durante il periodo del mandato a vita, Renato Ziggiotti decise di lasciare anticipatamente l'incarico nonostante fosse ancora lucido e in salute; il suo venne giudicato un atto di grande umiltà in linea con il messaggio del Concilio Vaticano II che si era appena concluso
- in origine il mandato del rettor maggiore non aveva una durata stabilita, ma egli ricopriva questo ufficio fino alla morte. Fu Luigi Ricceri il primo a restare in carica per dodici anni (due mandati) come stabilito dalla modifica delle Costituzioni

## Rettor maggiori della Congregazione salesiana
| N° | Fotografia | Nome (nascita - morte)              | Inizio mandato | Fine mandato | Durata mandato (anni) | Nazionalità |
| -- | ---------- | ----------------------------------- | -------------- | ------------ | --------------------- | ----------- |
| F  |            | Giovanni Bosco (1815-1888)          | 1859           | 1888         | 29                    | Italiana    |
| 1  |            | Michele Rua (1837-1910)             | 1888           | 1910         | 22                    | Italiana    |
| 2  |            | Paolo Albera (1844 - 1921)          | 1910           | 1921         | 11                    | Italiana    |
| 3  |            | Filippo Rinaldi (1856 - 1931)       | 1922           | 1931         | 9                     | Italiana    |
| 4  |            | Pietro Ricaldone (1870 - 1951)      | 1932           | 1951         | 19                    | Italiana    |
| 5  |            | Renato Ziggiotti (1892 - 1983)      | 1952           | 1965         | 13                    | Italiana    |
| 6  |            | Luigi Ricceri (1901 - 1989)         | 1965           | 1977         | 12                    | Italiana    |
| 7  |            | Egidio Viganò (1920 - 1995)         | 1977           | 1995         | 18                    | Italiana    |
| 8  |            | Juan Edmundo Vecchi (1931 - 2002)   | 1996           | 2002         | 6                     | Argentina   |
| 9  |            | Pascual Chávez Villanueva (1947 - ) | 2002           | 2014         | 12                    | Messicana   |
| 10 |            | Ángel Fernández Artime (1960 - )    | 2014           | 2024         | 10                    | Spagnola    |
| 11 |            | Fabio Attard (1959 - )              | 2025           | -            | in corso              | Maltese     |